# Томас Свенссон (гандболіст)
Томас Свенссон  (швед. Tomas Svensson, 15 лютого 1968) — шведський гандболіст, голкіпер

## Клубна кар′єра
Гуїф (Ескільстуна): 1983-1990
Атлетіко (Мадрид): 1990-1992
Бідасоа (Ірун): 1992-1995
Барселона: 1995-2002
Гамбург: 2002-2005
Сан-Антоніо: 2005-2009
Певаферса (Вальядолід): 2009-2011
Рейн-Некар Льовен: 2011-2012 

## Досягнення
Клубні:
Бідасоа:
Переможець Ліги Чемпіонів: 1995
Чемпіон Іспанії: 1995
Барселона:
Переможець Ліги Чемпіонів: 1996, 1997, 1998, 1999, 2000
Чемпіон Іспанії: 1996, 1997, 1998, 1999, 2000
Гамбург:
Володар Суперкубка Німеччини: 2004
Збірна Швеції:
Срібний призер Олімпійських ігор: 1992, 1996, 2000
Чемпіон світу: 1990, 1999
Срібний призер чемпіонату світу: 2001
Бронзовий призер чемпіонату світу: 1993, 1995
Чемпіон Європи: 1994, 1998, 2000, 2002

## Зовнішні посилання
- Досьє на sport.references.com [Архівовано 5 лютого 2013 у Wayback Machine.]